# Zdroje (Stettin)
Zdroje (deutsch Finkenwalde) ist ein südöstlicher Vorort Stettins am Ostarm der unteren Oder in der polnischen Woiwodschaft Westpommern. Der Ort liegt am Stettiner Landschaftsschutzpark Buchheide (Szczeciński Park Krajobrazowy „Puszcza Bukowa“).
Der Stadtteil grenzt im Süden an die Gemeinde Stare Czarnowo (Neumark), die Grenze verläuft entlang der Autobahn Autostrada A6.

## Geschichte
Finkenwalde wurde im Jahr 1750 gegründet. Es gehörte zum Kreis Randow in der Provinz Pommern des Königreichs Preußen.
1821 besuchte Prinz Friedrich Wilhelm den Ort.
In Finkenwalde entstanden im 19. Jahrhundert Ausflugslokale und ein Aussichtsturm für auswärtige Gäste. 1882 wurde ein Bahnhof an der Strecke nach Altdamm in Betrieb genommen. In dieser Zeit entstand auch die große Portlandzement-Fabrik „Stern“ auf dem Grundstück Lange Straße 120. Von 1905 bis 1913 baute der Orgelbaumeister Felix Grüneberg eine neue Orgelbauwerkstatt, in der bis zu 65 Mitarbeiter beschäftigt waren.
1935 eröffnete der evangelische Theologe Dietrich Bonhoeffer ein Predigerseminar der Bekennenden Kirche. Dieses wurde 1937 wegen seiner kritischen Haltung vom NS-Regime geschlossen.
1936 wurde ein weiterer Bahnhof in Buchheide gebaut. 1939 wurde die Gemeinde Finkenwalde mit Augusthof, Katharinenhof und weiteren acht Wohnplätzen nach Stettin eingemeindet.
Nach Kriegsende 1945 wurde der Ort seitens der sowjetischen Besatzungsmacht der Volksrepublik Polen zur Verwaltung überlassen. In der Folgezeit wurde die einheimische Bevölkerung von der polnischen Administration, die den Ort unter der Bezeichnung „Zdroje“ verwaltete, vertrieben.
In den 1960er Jahren wurde der Bahnhof Zaborsko (Buchheide) abgetragen und 800 Meter entfernt ein neuer Bahnhof Zdroje gebaut.

## Sehenswürdigkeiten und Kultur

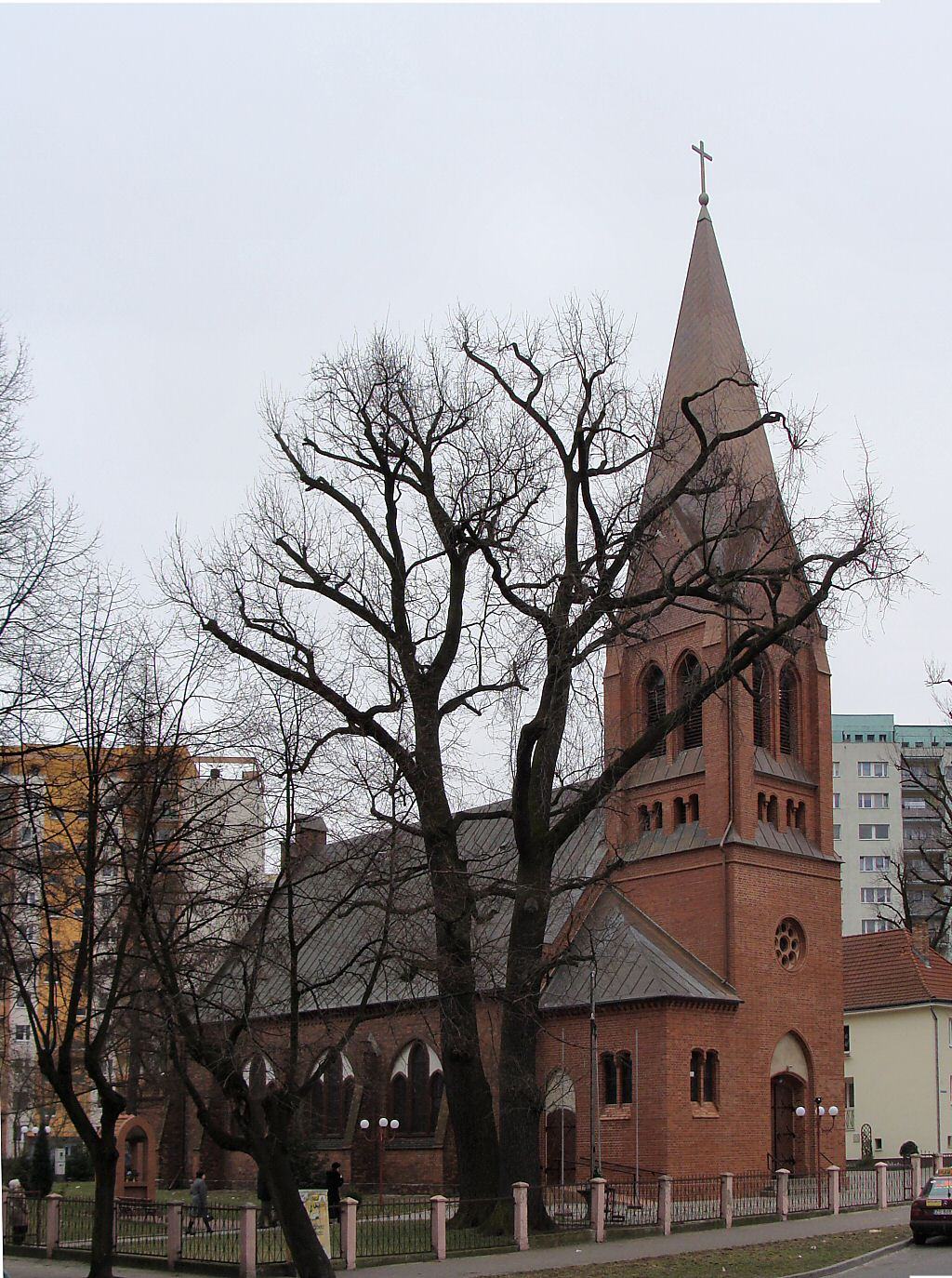
Heilig-Geist-Kirche, bis 1945 Gotteshaus der evangelischen Gemeinde Finkenwalde

- Heilig-Geist-Kirche, 1893 eingeweiht, seit 1945 römisch-katholische Pfarrkirche
- Landschaftsschutzpark Buchheide
- Garten der Ruhe und Meditation (Ogród ciszy i medytacji Dietricha Bonhoeffera), auf dem Gelände des ehemaligen evangelischen Predigerseminars von Dietrich Bonhoeffer von 1935 bis 1937[3]
- Villa des Orgelbauers Felix Grüneberg, 1910 gebaut, 2014 um 45 Meter versetzt
- Prinzen-Eiche, 1821 gepflanzt zum Besuch von Prinz Friedrich Wilhelm

## Söhne und Töchter des Ortes
- Friedrich Stephany (1830–1912), deutscher Journalist, Briefpartner Theodor Fontanes
- Karl Berg (1868–1936), deutscher Rechtsmediziner
- Hans Pagenkopf (1901–1983), deutscher Wirtschaftswissenschaftler und Kommunalpolitiker
- Klaus Dylewski (1916–2012), deutscher SS-Oberscharführer und Mitglied der Lagergestapo in Auschwitz